# Алтунін Микола Федорович
Микола Федорович Алтунін  (23 квітня 1966, Харків — 15 лютого 1986, Хост, Афганістан) — радянський військовик, учасник афганської війни. Посмертно нагороджений орденом Червоної зірки.

## Біографія
Микола Алтунін народився 23 квітня 1966 року у Харкові в українській робітничій родині. Навчався в місцевій школі № 14 та у радіотехнічному технікумі. До Збройних сил СРСР його призвали 27 жовтня 1985 року Фрунзенським РВК м. Харкова. З лютого 1986 у Афганістані.
Служив рядовим в артилерійському дивізіоні 66-ї окремої мотострілецької бригади. Помер 15 лютого 1986 року поблизу міста Хост в провінції Пактія. Вогневі позиції його батареї були обстріляні противником з міномета. Похований на п'ятнадцятому міському кладовищі Харкова.

## Нагороди
- орден Червоної Зірки (посмертно)

## Пам'ять
- Його ім'я викарбуване на одній з плит Меморіального комплексу пам'яті воїнів України, полеглих в Афганістані у Києві[4].
- Його ім'я викарбуване на одній з плит Меморіалу пам'яті воїнів-інтернаціоналістів у Харкові[5].
- Його ім'я викарбуване на меморіальній дошці воїнам-афганцям Фрунзенського району[6].
- Меморіальна дошка на будівлі Гімназії № 14 Харкова, де навчався Микола Алтунін[1].